# Нацаргора
Нацаргора (груз. ნაცარგორა) — село в Грузии. Находится в Хашурском муниципалитете края Шида-Картли. Высота над уровнем моря составляет 760 метров. Население — 201 человек (2014).